# Ебенсхаузен
Ебенсхаузен (њем. Ebenshausen) општина је у њемачкој савезној држави Тирингија. Једно је од 61 општинског средишта округа Вартбург. Према процјени из 2010. у општини је живјело 306 становника. Посједује регионалну шифру (AGS) 16063019.

## Географски и демографски подаци
Ебенсхаузен се налази у савезној држави Тирингија у округу Вартбург. Општина се налази на надморској висини од 191 метра. Површина општине износи 2,6 km². У самом мјесту је, према процјени из 2010. године, живјело 306 становника. Просјечна густина становништва износи 118 становника/km².